# Panserkrydser
|  | Dublet Denne artikel handler om det samme som panserkrydsere. (Diskutér artiklen) |

En panserkrydser er en type pansret krigsskib. Betegnelsen krydser stammer fra hollandsk: kruiser og dækker over et hurtigtgående krigsskib, beregnet til at operere alene. Den oprindelige betydning af ordet – brugt siden det 17. århundrede – dækker et skib, der opererer alene, med opgaver som ødelæggelse af fjendtlige handelsskibe, opklaring for en flådestyrke og transport af vigtige meddelelser. Til disse opgaver var det for dyrt at anvende flådernes største enheder, så i stedet benyttede man fregatter, korvetter, brigger og lignende. Krydserne udviklede sig i to retninger, for det første panserkrydseren, der var næsten lige så stor som datidens slagskib, og i stand til at klare sig i fjerne farvande, og desuden en mindre krydsertype, som mest var beregnet på opklaringstjeneste og på at angribe handelsskibe.

## De første panserkrydsere
Som de første panserkrydsere regnes de russiske krydsere General Admiral og Gerzog Edinburgski, begge påbegyndt i 1870 og færdigbyggede henholdsvis 1875 og 1877. De var på omkring 5.000 ton, var forsynet med et 150 mm støbejernspanser og havde kraftigt artilleri. Men farten på henholdsvis 12,3 og 13,2 knob betød, at de generelt ikke var hurtigere end de samtidige slagskibe og derfor kunne få problemer i et møde med dem.
Det engelske svar var panserkrydseren Shannon, påbegyndt 1873 og færdig i 1877. Shannon (5.700 ton) havde samme karakteristika som de russiske skibe, og var ligeledes for langsom til at være en effektiv krydser. De to næste engelske krydsere, Northampton og Nelson var klar i 1879 og 1881. Deplacementet var øget til 7.400 ton og farten til 14 knob, men der var stadig ikke tilfredshed med deres design i Royal Navy.
I Frankrig byggede man i denne periode ikke egentlige krydsere, men brugte i stedet små panserskibe, der ikke var hurtigere end deres større søstre. Det begyndte med Belliqueuse (3.700 ton), påbegyndt i 1863 og færdig i 1866, men hverken den eller de følgende skibe kan betegnes som krydsere, selv om de blev brugt til krydsertjeneste.
Fælles for de nævnte skibe var, at de havde fuld rigning, så de kunne bruge sejl under de lange ture til og fra de fjerne kolonier, hvor de typisk opererede. Rigningen gjorde dem mandskabskrævende og dyre i drift, men når de skulle operere over lange afstande, var der ikke plads til kulbeholdningen og dermed ikke noget alternativ til sejlene.

## Panser og artilleri
Panserkrydseren er karakteriseret ved både at have et panser langs skibssiden og et vandret panserdæk. I General Admiral var panseret i vandlinjen på 150 mm og panserdækket på 25 mm. Shannon havde 229 mm i vandlinjen og et dæk på 76 mm, og i takt med, at artilleriet blev kraftigere, blev pansringen også udbygget. Ud over panseret begyndte man senere at beskytte skibene med inddeling i vandtætte sektioner, og det blev også fast praksis at anbringe kulbeholdningen i rum i skibssiden, så den kunne være med til at opfange fjendtlig beskydning.
General Admiral havde 6 styk 20,3 cm kanoner og 2 styk 15 cm kanoner som hovedarmering, mens Shannon var endnu kraftigere bestykket, med 2 styk 25,4 cm og 7 styk 22,9 cm kanoner.

## Panserkrydserens udvikling
Foruden England og Rusland var det kun Frankrig, der færdigbyggede nye panserkrydsere i 1880'erne. Designet var fortsat præget af en omfattende rigning og dermed et krav om stort mandskab. Først fra midten af 1880'erne forsvandt rigningen efterhånden, inspireret af de beskyttede krydsere, der var byggede af stål. Stålet frigjorde tonnage til maskinkraft og kullager, og muliggjorde uafhængighed af sejl. Den første panserkrydser uden rigning var Orlando, der indgik i den engelske flåde i 1888, og her var der endelig tale om et vellykket design, som var med til at inspirere bygning af panserkrydsere i en række lande.
1890'erne og de første år af 1900-tallet blev panserkrydserens storhedstid. Den var hurtigere end slagskibene og kunne dermed undvige dem i kamp, og til gengæld var den alle andre skibstyper overlegen i kombinationen af ildkraft og pansring. Eneste trussel var andre panserkrydsere samt chancevåben som torpedoer og miner. Den løbende udvikling af panser og artilleri, samt det faktum, at slagskibene i perioden blev stadig større og hurtigere, betød at hvis panserkrydseren skulle følge med, måtte der hele tiden bygges nye skibe.
Et stort antal af de eksisterende panserkrydsere blev med ét slag forældede, da det engelske slagskib Dreadnought blev afleveret i 1906. Kun de hurtigste kunne undvige, og ingen havde en ildkraft der kom i nærheden. Englands eget træk var at bygge slagkrydsere, der var næsten lige så store som Dreadnought og som kunne præstere 25,5 knob mod Dreadnoughts 21. Den første slagkrydser var parat i 1908, og dermed var tiden definitivt ude for panserkrydseren. Der var stadig skibe under bygning på dette tidspunkt, men derefter hørte produktionen op.
I alt blev der bygget 159 panserkrydsere, afleveret i årene 1875 til 1911. Fordelingen var følgende:
- England 47
- Frankrig 29
- USA 15
- Rusland 15
- Japan 13 (plus 1 erobret fra Rusland)
- Italien 10
- Tyskland 9
- Spanien 8
- Argentina 4
- Østrig-Ungarn 3
- Chile 2
- Kina 2
- Sverige 1
- Grækenland 1

Se specifikation:

## Panserkrydserens efterfølgere
Kun England, Tyskland og Japan nåede at bygge slagkrydsere, før også denne krydsertype blev overhalet af udviklingen. I stedet for panserkrydsere gik de fleste lande over til at bygge lette krydsere, der var endnu hurtigere. I tiden mellem de to verdenskrige var bygningen af krigsskibe til dels reguleret af flådetraktater. Der måtte ikke bygges krydsere med artilleri kraftigere end 20,3 cm, og en række lande byggede sådanne svære krydsere (heavy cruisers). De blev panserkrydserens efterfølgere.
De eksisterende panserkrydsere blev hurtigt efter 1. verdenskrig flyttet til mindre krævende opgaver som f.eks. skoleskibe, og et stort antal blev skrottet umiddelbart efter krigen. Der findes kun én panserkrydser bevaret, nemlig den græske Georgios Averoff, der efter lang og tro tjeneste ligger ankret op i nærheden af Athen.

## Trivia
Panserkrydseren Potemkin, som har lagt navn til Sergei Eisensteins film, var slet ikke en panserkrydser, men et slagskib. På grund af en oversætterfejl blev filmen vist i Tyskland som Panzerkreuzer Potemkin, og fejlen fulgte med i den danske oversættelse. I de engelsksprogede lande hedder filmen Battleship Potemkin.